# Trachelas uniaculeatus
Trachelas uniaculeatus är en spindelart som beskrevs av Schmidt 1956. Trachelas uniaculeatus ingår i släktet Trachelas och familjen flinkspindlar.
Artens utbredningsområde är Kanarieöarna. Inga underarter finns listade i Catalogue of Life.